# Castillo, la ermita de San Roque o de Santa Águeda la Vieja y las cintas murarias
El conjunto formado por el Castillo, la ermita de San Roque o Santa Águeda la Vieja y las cintas murarias, conocido normalmente como Castillo y Murallas,  de la localidad de Jérica, en la comarca del Alto Palancia, en la Provincia de Castellón, España;  son unos monumentos arquitectónicos, datados entre los siglos  XIV, XV  y  XVI;  que están catalogados como Bienes de Interés Cultural, según consta en la Dirección General de patrimonio Artístico de la Generalidad Valenciana,  con anotación ministerial número: R-I-51-0011455 y fecha de anotación 5 de agosto de 2005.

## Historia
Jérica es una localidad que se encuentra situada estratégicamente en el punto de unión de los valles y llanos mediterráneos de Castellón y Valencia y las altas tierras aragonesas de la provincia de Teruel;  a una altitud por encima de los 500 metros sobre el nivel del mar.  Presenta así una orografía muy especial que ha condicionado notablemente su desarrollo posterior.
Los alrededores de la localidad presentan restos arqueológicos de distintas épocas que evidencian la existencia de asentamientos humanos desde tiempos inmemoriales. Las primeras referencias a la población de Jérica, son de la época de dominación musulmana. Así,  el castillo actual se asienta en el lugar donde existía una antigua fortificación árabe. Jérica perteneció al Reino Taifa de Valencia y consiguió ser conquistada por El Cid en 1098, aunque volvió a caer bajo el dominio musulmán, hasta que en el año 1235 Guillém de Montgriu la conquistada nuevamente y el rey Jaime I de Aragón la repuebla y dinamiza en los años siguientes al hacer pasar el camino de Aragón a Valencia por esta población. Fue el propio rey quien otorgó a la localidad la carta de población en el año 1249, cediendo en el año 1255 las tierras a Teresa Gil de Vidaure y a su hijo bastardo Jaume Pérez, primer señor de Jérica, señorío este que englobaba numerosas poblaciones de los alrededores.
Tras la extinción de la casa de Jérica, las tierras volvieron a la corona siendo monarca Pedro IV de Aragón, llamado el Ceremonioso, quien creó un condado y se lo cedió a su hijo Martín, quien lo volvió a incorporar a la corona al subir al trono. A partir de ese momento comienza una etapa de cambio de titularidad de la propiedad de las tierras, quedando en algunos momentos sin propietario, quedando definitivamente en manos de la Corona en el siglo XVI, en 1564
En la época de las Guerras Carlistas, se producen importantes enfrentamientos en la zona, tales como la resistencia de un reducido número de hombres a los ataques del general carlistas Forcadell, hasta que llegaron los refuerzos liberales del general Borso.
Fue declarado Conjunto Histórico-Artístico por el Decreto del 26 de abril de 1978, bajo la protección de la Declaración genérica del Decreto de 22 de abril de 1949, y la Ley 16/1985 sobre el Patrimonio Histórico Español.

## Descripción
El castillo de Jérica se ubica en lo alto del monte Peña Tajada, el cual domina la localidad y el curso del río Palancia, y en él destacan la del Homenaje, también llamada torre principal. En un primer momento dispuso de una amplia fortificación con varios recintos amurallados, en el que se construyeron diversas torres defensivas.

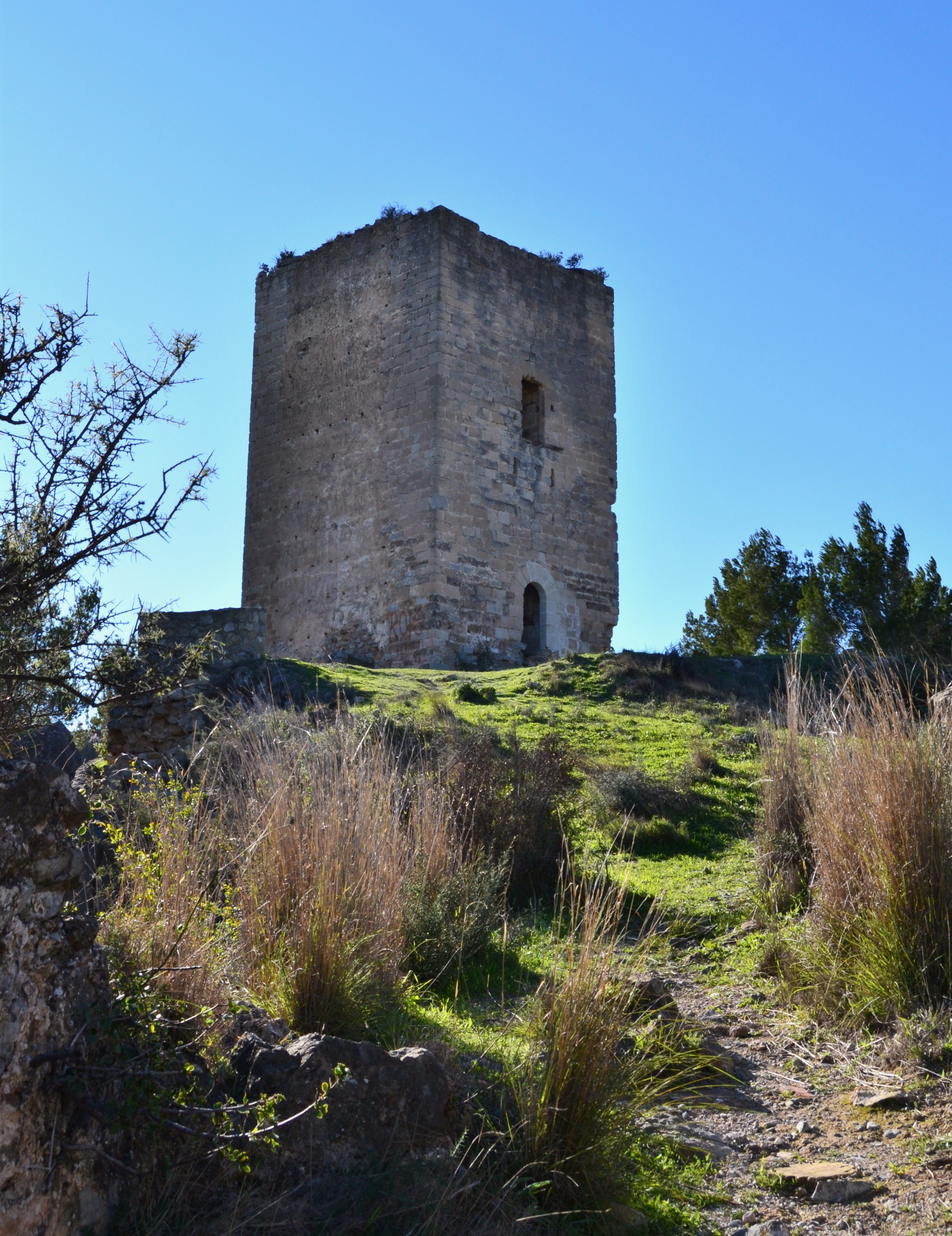
Castillo de Jérica, torre del Homenaje.
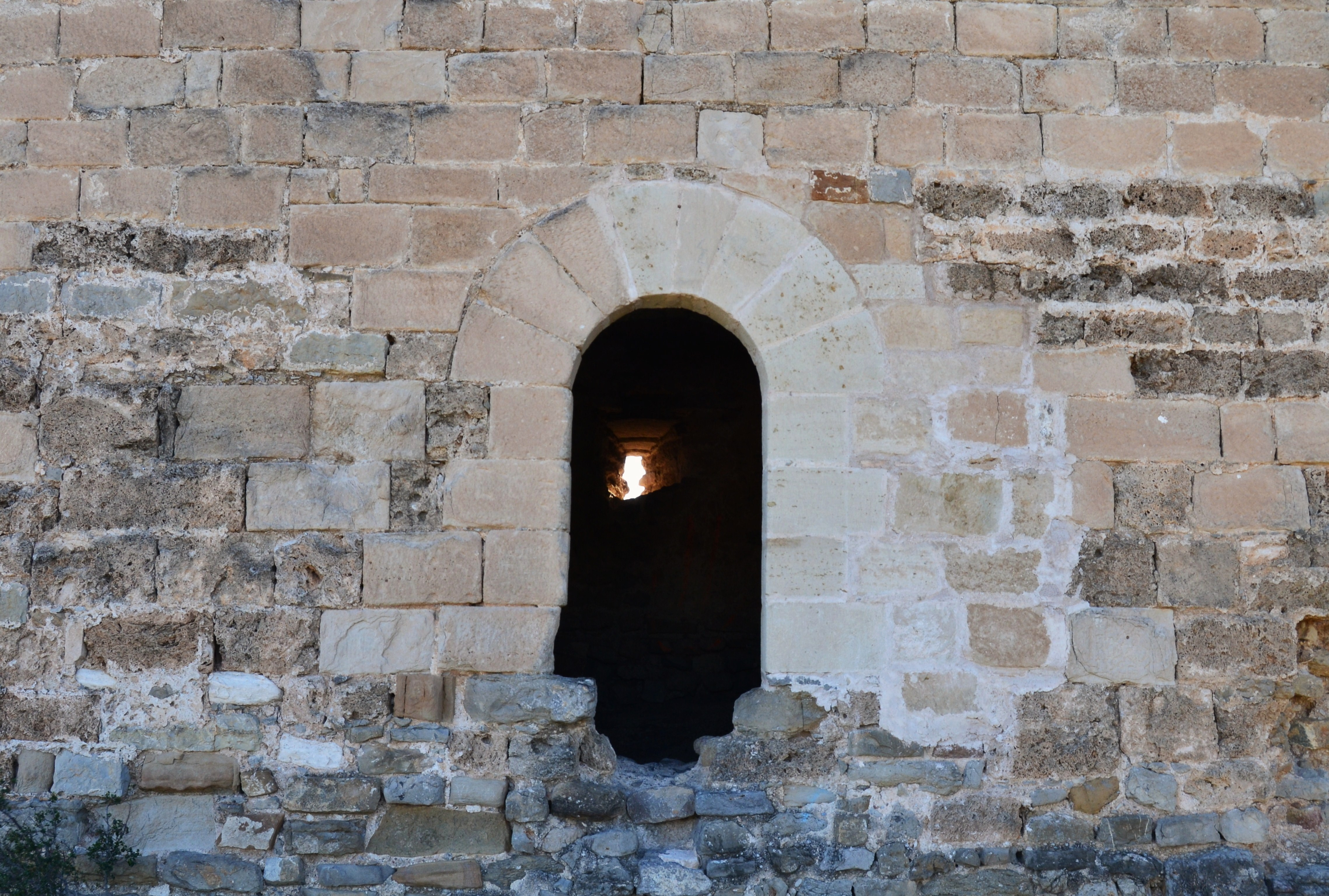
Puerta de la torre del Homenaje.
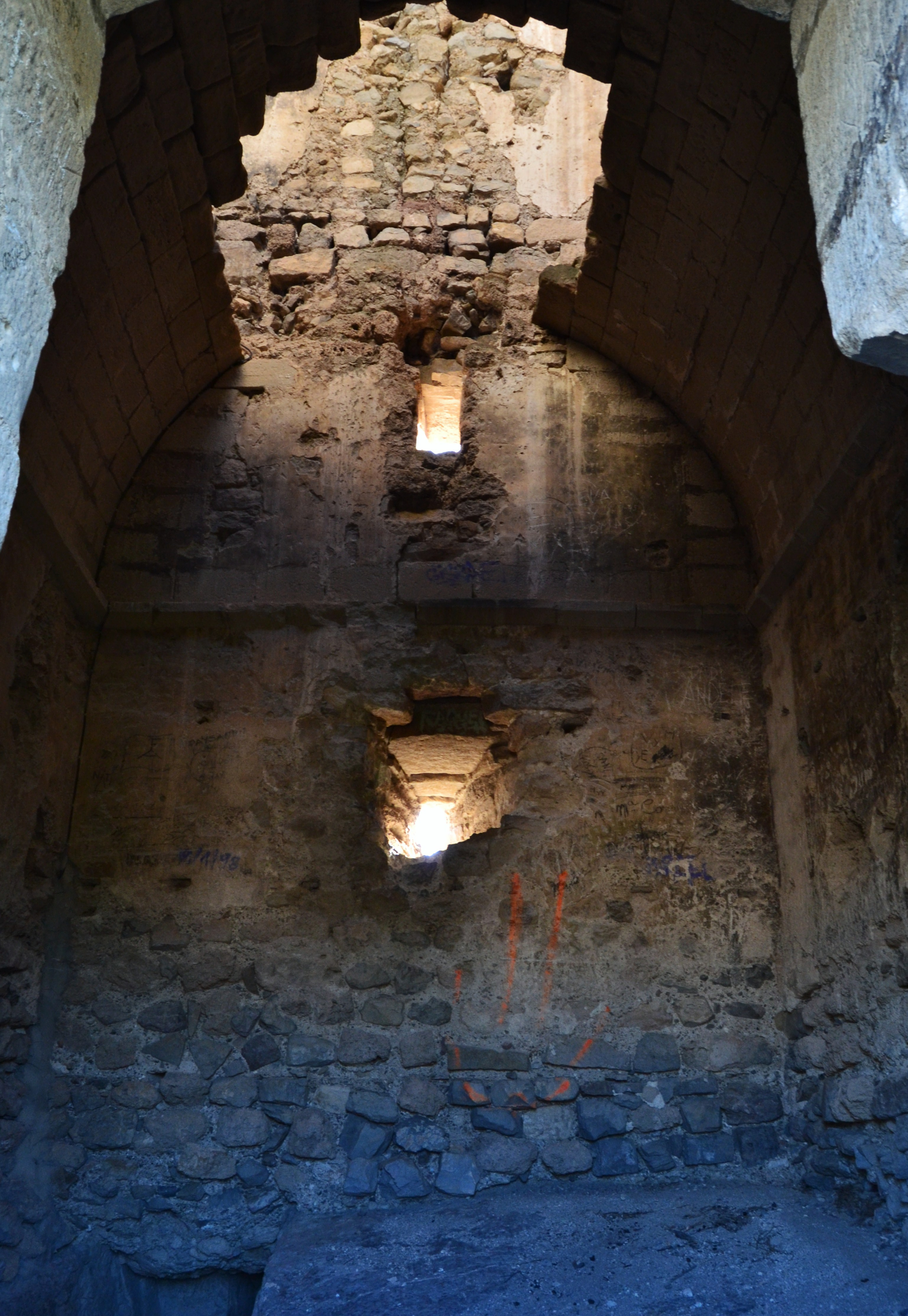
Interior de la torre del Homenaje.

Presenta una planta irregular y tres recintos concéntricos.  Se considera que es posible que los basamentos es este castillo sean de época romana, aunque toda la obra apreciable actualmente en la actualidad es de origen musulmán.

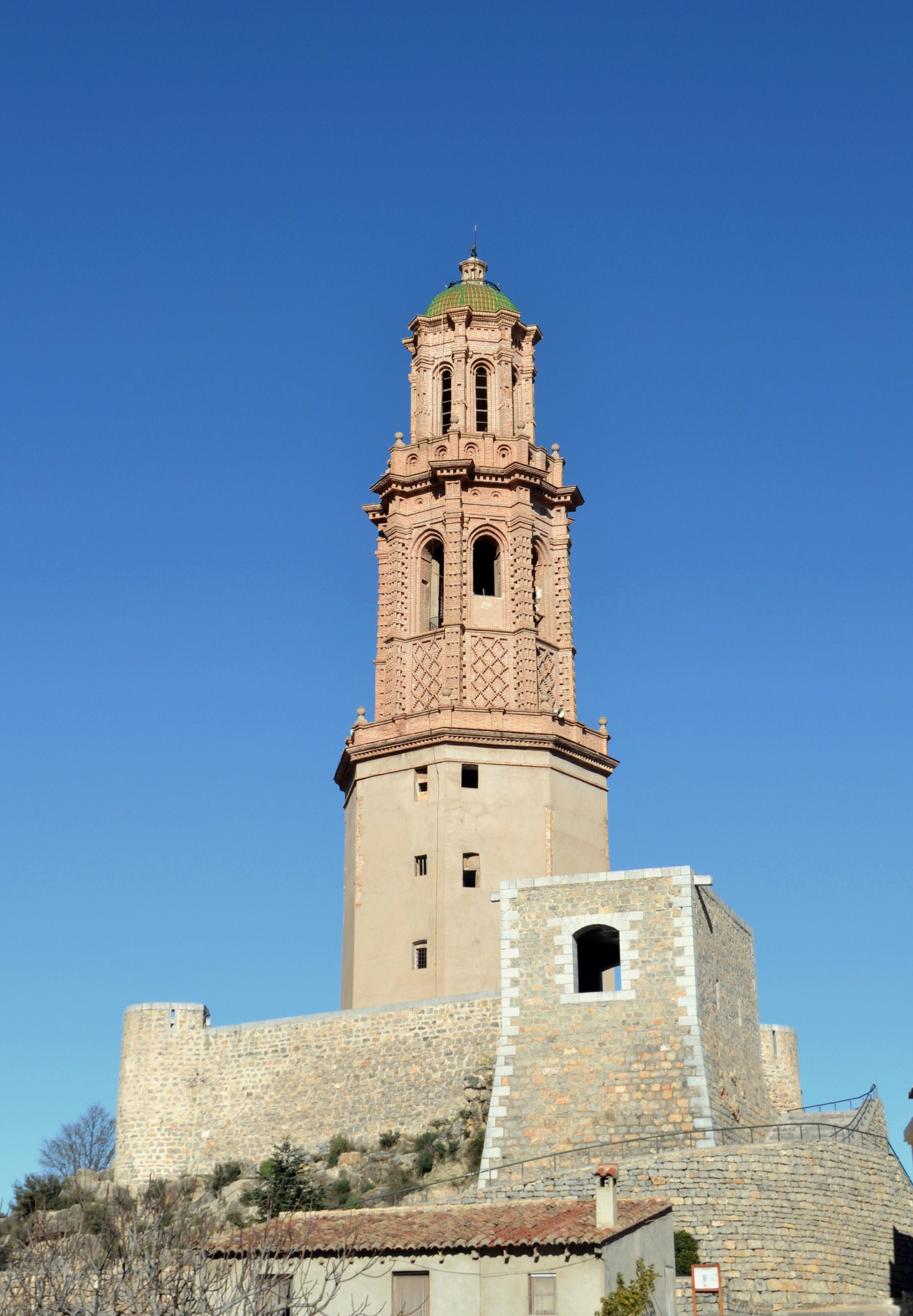
Torre de la Alcudia o de las Campanas

La torre del Homenaje es la parte que presenta mejor estado de conservación. Presenta plata cuadrada, con tres alturas o niveles (el de acceso, un nivel intermedio, y el de coronamiento, que fue destruido durante las guerras carlistas),  de robusta fábrica (el espesor de los muros alcanza el metro y medio) a base de sillares (al menos en la cara que da a la villa), y de tapial con refuerzo de sillar en las esquinas (en el resto de los laterales),  coincidiendo las esquinas con los puntos cardinales, y el espesor de los muros alcanza el metro y medio.
También se conserva bien el interior de la misma, pudiéndose apreciar gran parte de su estructura, en la que destacan las robustas bóvedas de medio punto (que están semiderruidas), de la planta baja y los pisos superiores. La puerta de acceso a la torre es muy estrecha y presenta forma de arco de medio punto que está actualmente casi arruinado, pese a que se realizó una restauración completa del mismo colocándole las dovelas de piedra.
Desde el castillo puede admirarse el llamado fortín de la torre mudéjar o torre de la Alcudia, de forma pentagonal con cubos troncocónicos en los vértices.  Se supone que los basamentos son romanos, aunque se construyó en el siglo XVII. Es Monumento Histórico Artístico Nacional desde 1979 y Bien de Interés Cultural (DOGV 4905).
Respecto a las murallas que rodean el castillo, son originariamente musulmanas, aunque se afirma que sus basamentos posiblemente sean romanos, aunque no puede ratificarse. El recinto estaba formado, inicialmente, por dos espacios, uno interior próximo al castillo, con el que estaba enlazado (y del que actualmente queda poco exento, es decir, los lienzos en la mayor parte del trazado,  son parte de las viviendas que a ellos se adosan); y otro posterior, también musulmán, que tenía como misión proteger la parte nueva de la población., que surgía con su crecimiento y expansión. Más tarde se llevó a cabo un tercer recinto amurallado, en el que, como ocurre en los dos anteriores, se acaban edificando casas adosadas o fuera de ellos dando origen a arrabales.
Las murallas jugaron su papel durante las Guerras Carlistas, por lo que ya en aquella época se procedió a su reparación y refortificación (estas obras se pueden apreciar en la parte más exterior de la localidad, donde se pueden distinguir aspilleras para las armas de fuego).

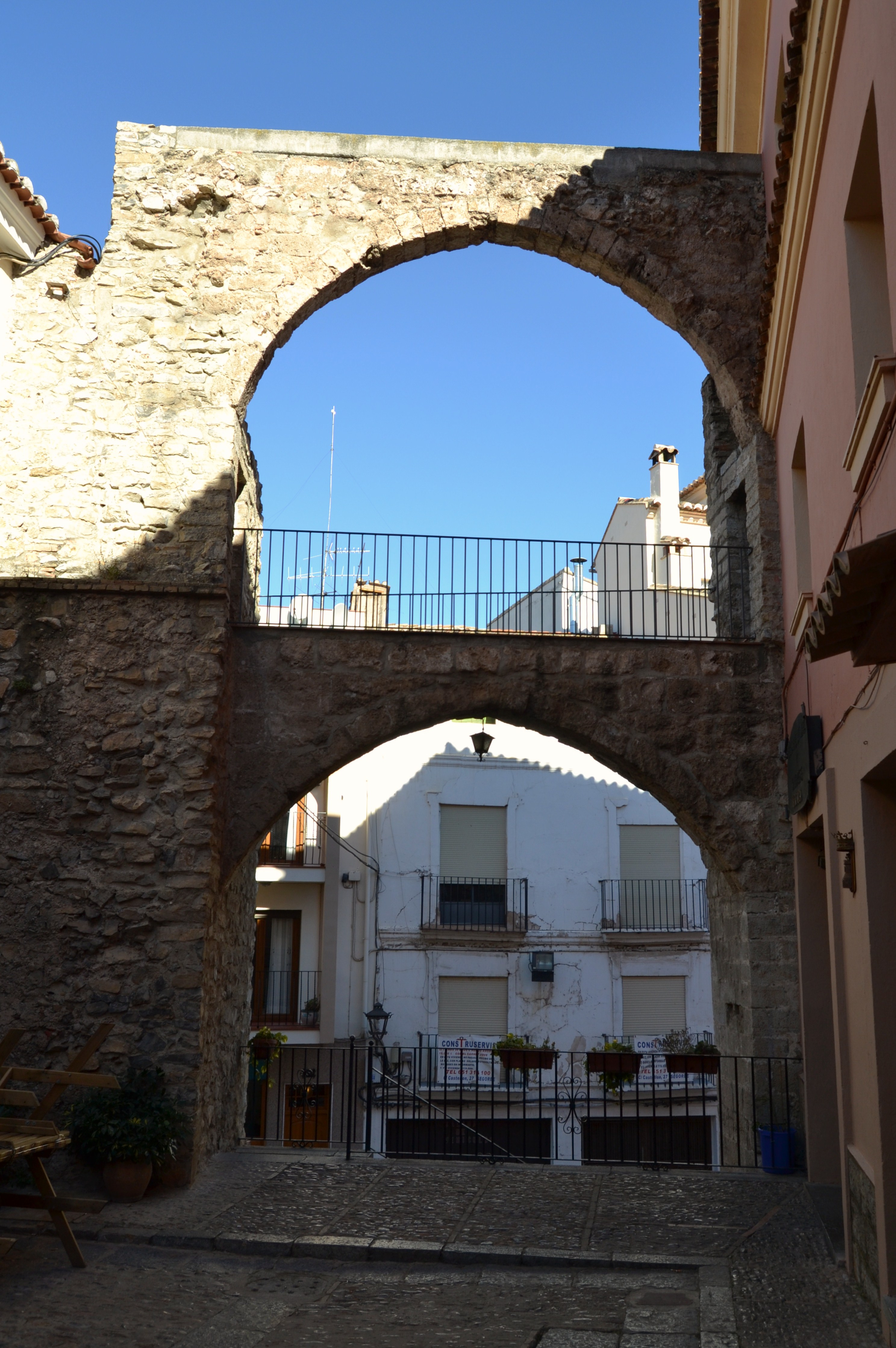
Arco del Hospital.
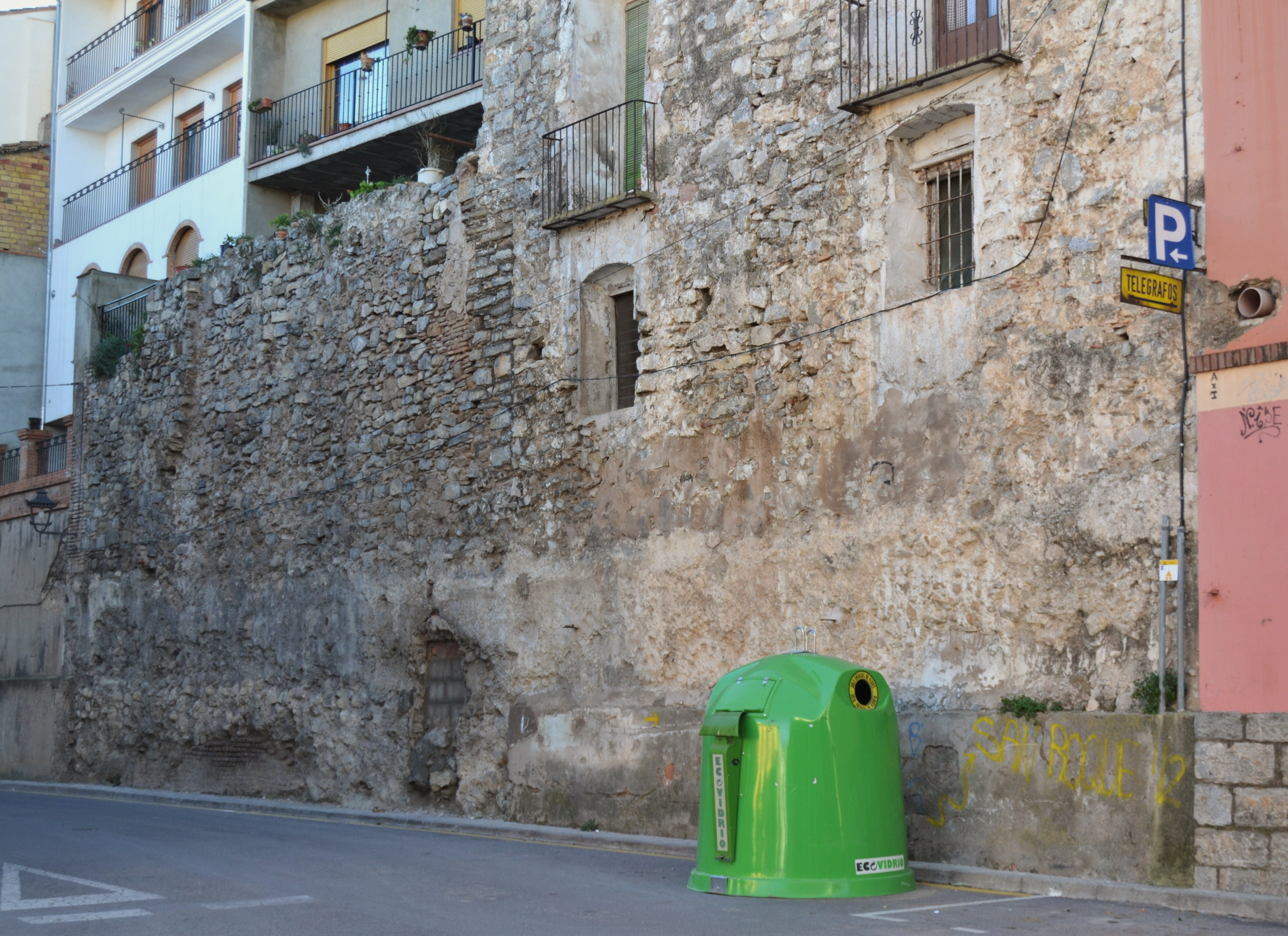
Fragmento de muralla.
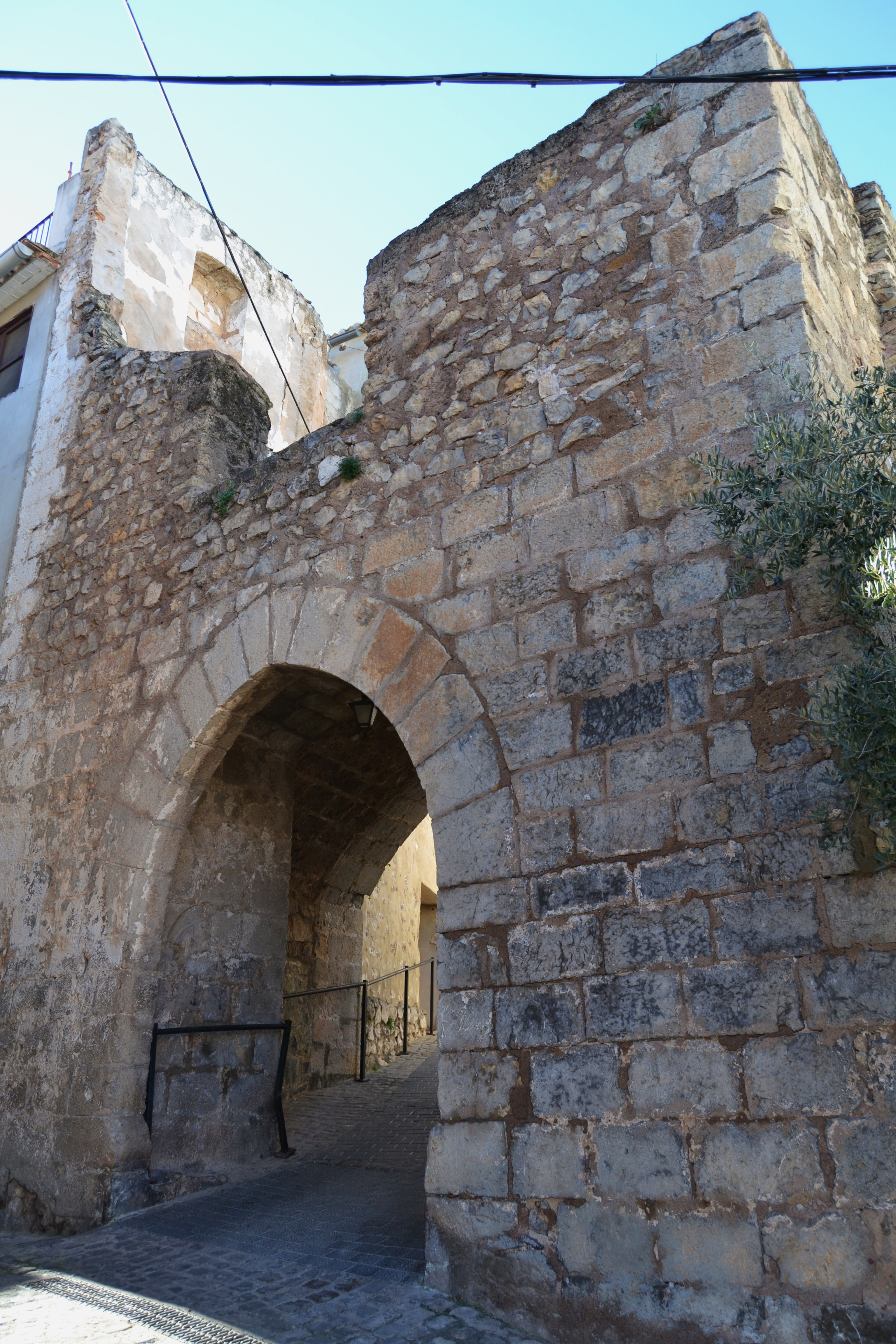
Portal de la Sala.
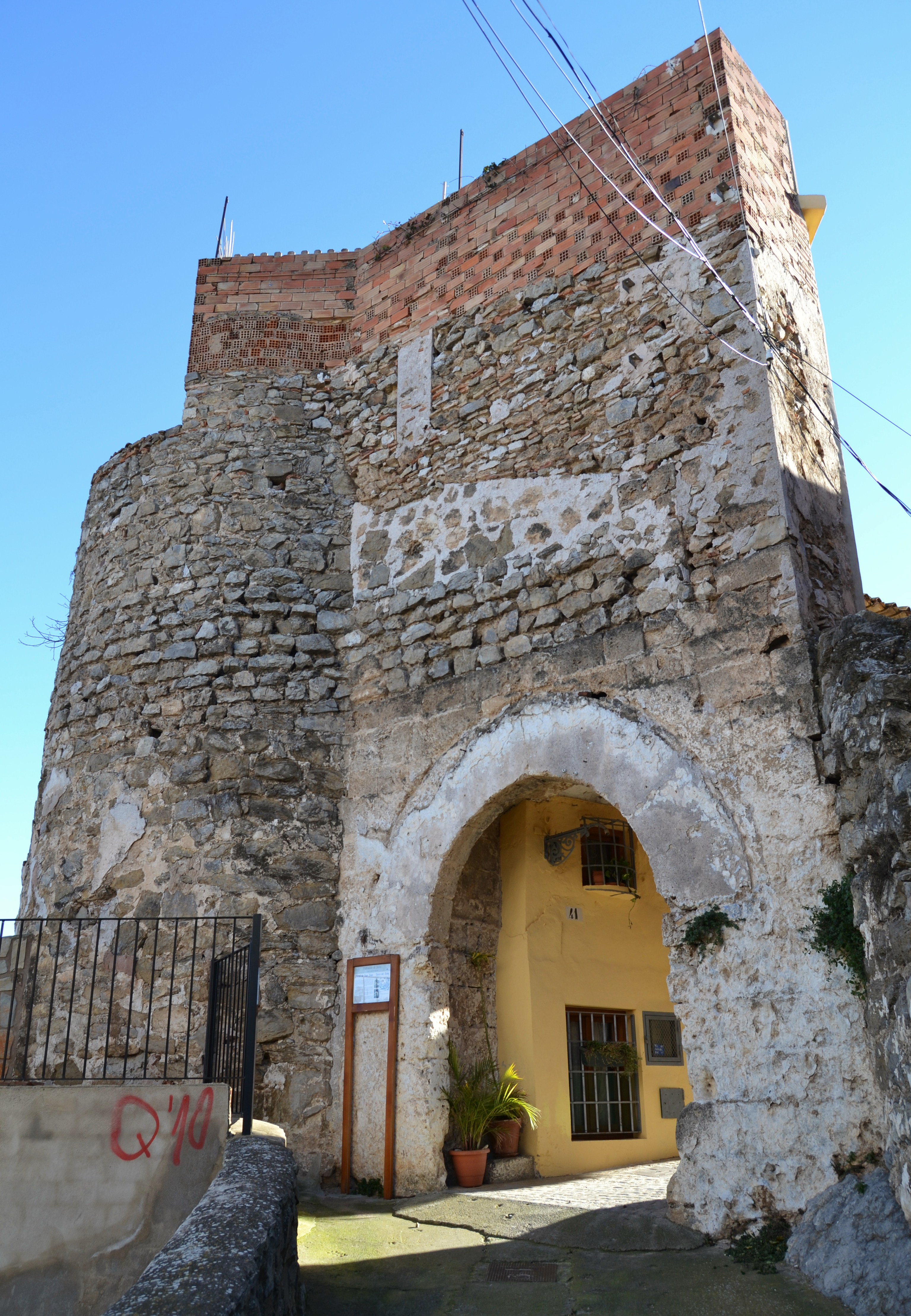
Portal de san Juan y torre del Reloj.
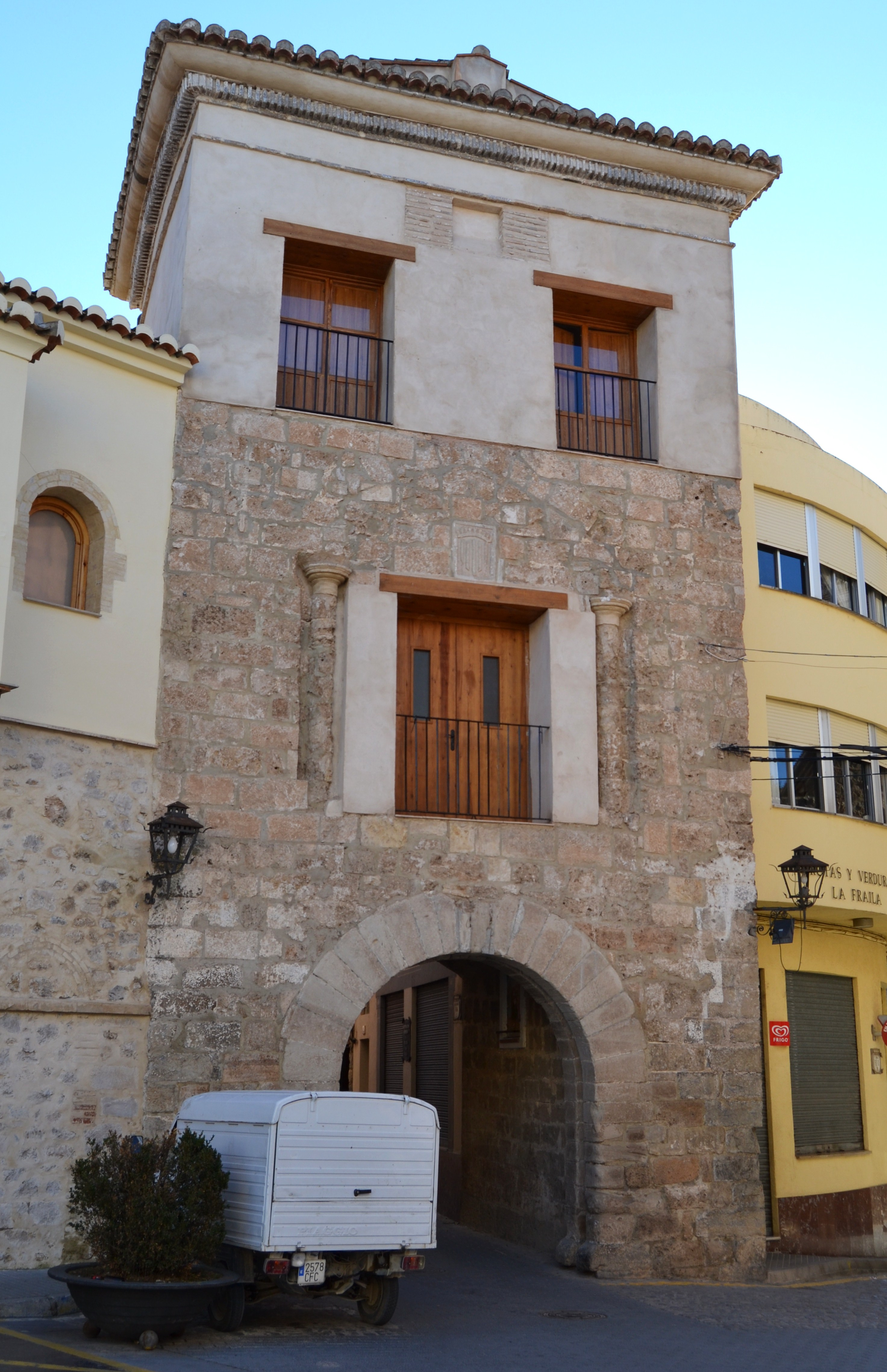
Portal de san Joaquín y santa Ana o de Teruel.
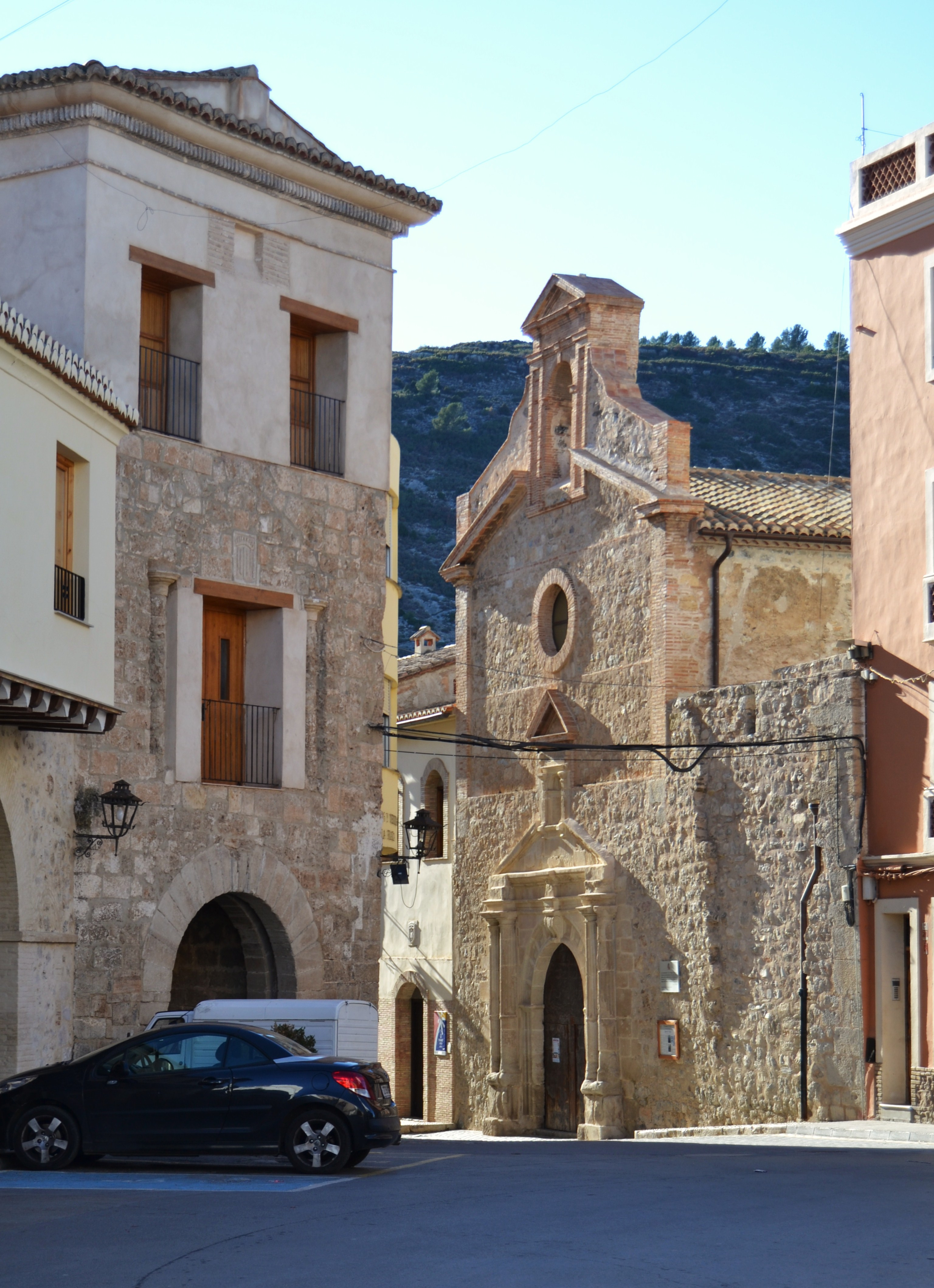
Portal de Teruel e Iglesia del Socorro.
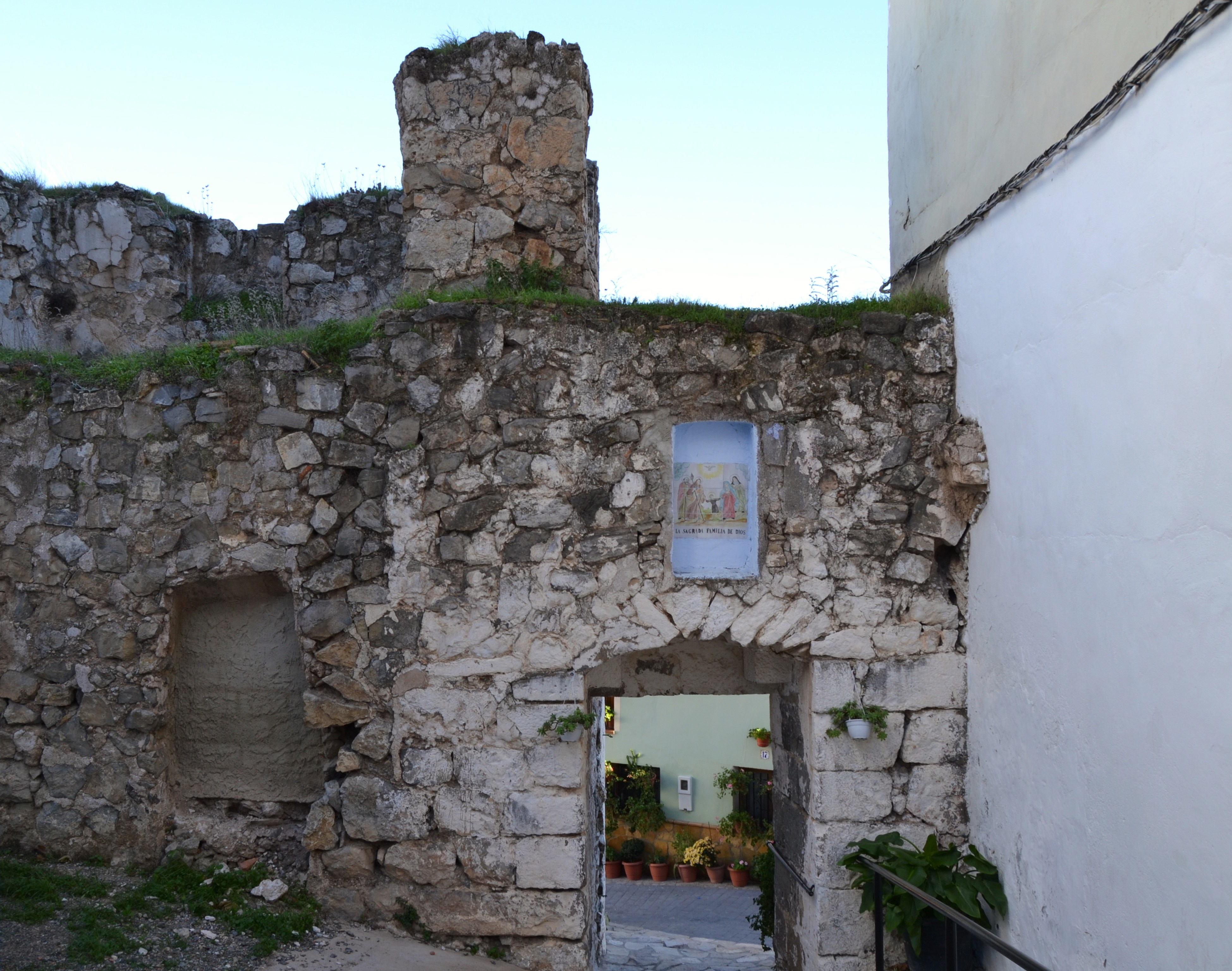
Portalillo de San Roque.

Del recinto amurallado quedan restos dispersos por toda la población destacando las puertas de acceso y diversos torreones. 
Podemos destacar así:
- Portal de la Sala, de estilo gótico militar. Se trata de una torre, fabricada con sillería en su parte inferior, hasta la altura de la puerta de ingreso y en esquinas en toda su altura. Para atravesarla y acceder al recinto interior se utilizaba un arco apuntado de piedra. La torre se utilizó en parte como vivienda, pero tras la guerra civil, en el año 1939 se decidió derruir los pisos superiores. Pese a ello se puede distinguir una habitación que debió hacer las veces de habitación de defensa al nivel del camino de ronda. También presenta esta torre una capilla dedicada a la Cueva Santa desde 1646.[2][6]
- Portal de San Juan y Torre del Reloj, de estilo gótico militar, datado en el siglo XIV. Recibe el nombre de puerta de San Juan porque permite el acceso a la localidad por la calle de San Juan. Se sitúa en el centro de la muralla, presentando un acceso directo mediante rampa atravesando un arco apuntado con dovelas y clave de piedra, formando ángulo con la entrada y una torre circular que la remata. Esta torre circular, que actualmente forma oparte de una vivienda privada, es la conocida como Torre del Reloj, y fue utilizada durante el siglo XVI (años 1555 y 1558) como campanario. Sufrió daños durante la contienda de la guerra del 36 y tras ella parte de su estructura fue derruida.[2][7]
- Portal de Santa Ana, de estilo Renacentista, datado en el siglo XVI,  se encuentra en una zona más moderna del recinto amurallado, perteneciente al tercer cinturón de la muralla, también se le llama Portal de Teruel,  ya que era el acceso de los que venían de esta zona a la población. Se trata de una torre de defensa con puerta de acceso,  de planta prismática y tres plantas, con ventanales de diferentes épocas, y antepecho de ladrillo. Se piensa que debía estar rematada con almenas, ya que estas se advertían durante la restauración que se realizó en el siglo XX, pero posteriormente se cubrió con un tejado decorado al gusto herreriano, decoración que se perdió en la mencionada restauración. En la primera planta hay una portada con arco de medio punto dovelada que da acceso al recinto amurallado. Mientras, en la segunda se observa una que se sitúa en el hueco de un antiguo arco, que tiene sobre él el escudo real. Por su parte la tercera planta presenta dos ventanales.[2][8]

Otros restos de las murallas quedan diseminados por las calles de Jérica, como los que se pueden contemplar en la plaza de San Juan y en su esquina, donde, además, se puede ver un torreón circular perteneciente a la muralla.
Otras puertas de acceso es el conocido como portillo de San Roque y podemos observar arcos como el de la Rocha del Hospital (llamado así por estar al lado del antiguo hospital, llamado de Santa Lucía). Es de planta rectangular, con acceso lateral en rampa y aunque antaño era una de las puertas principales de la Villa, actualmente se encuentra cegado, ya que fue seccionado para dar mayor amplitud a la calle cuando se trazó la antigua carretera N-234. Forma parte de la tercera expansión de la muralla.
Dentro del que se considera el primer recinto amurallado,  se encuentran el Castillo y sus fortificaciones, estando limitado por el muro norte de la actual Ermita de San Roque, siguiendo dirección este-oeste,  enlazando la cerca con los recintos del castillo que se situaban al sur de la villa en el punto más elevado de la pendiente.
La ermita de San Roque o Santa Águeda la Vieja,  es considerada el primer templo cristiano erigido en la villa, elevada según antiguos testimonios, sobre la anterior mezquita.

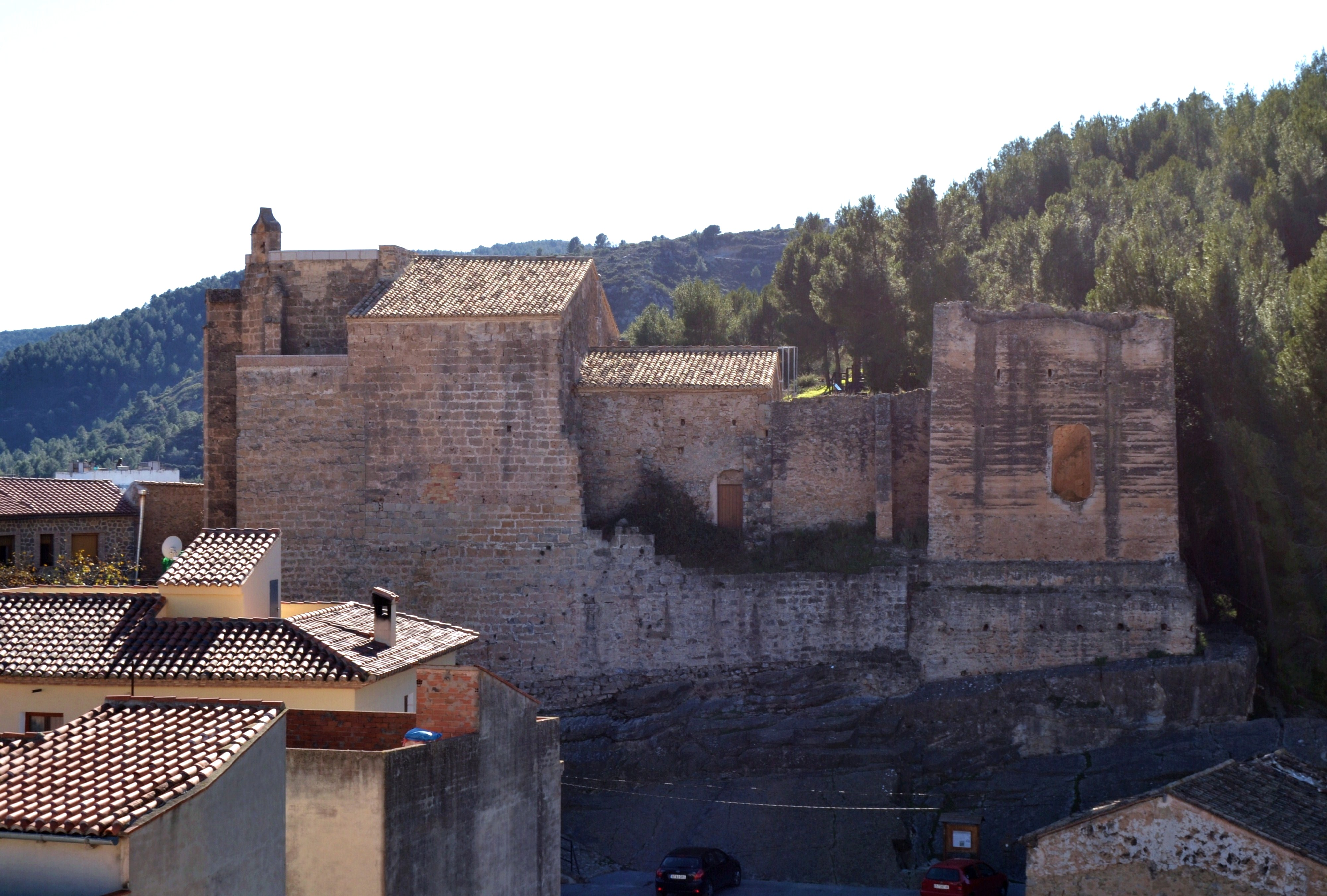
Vista general.
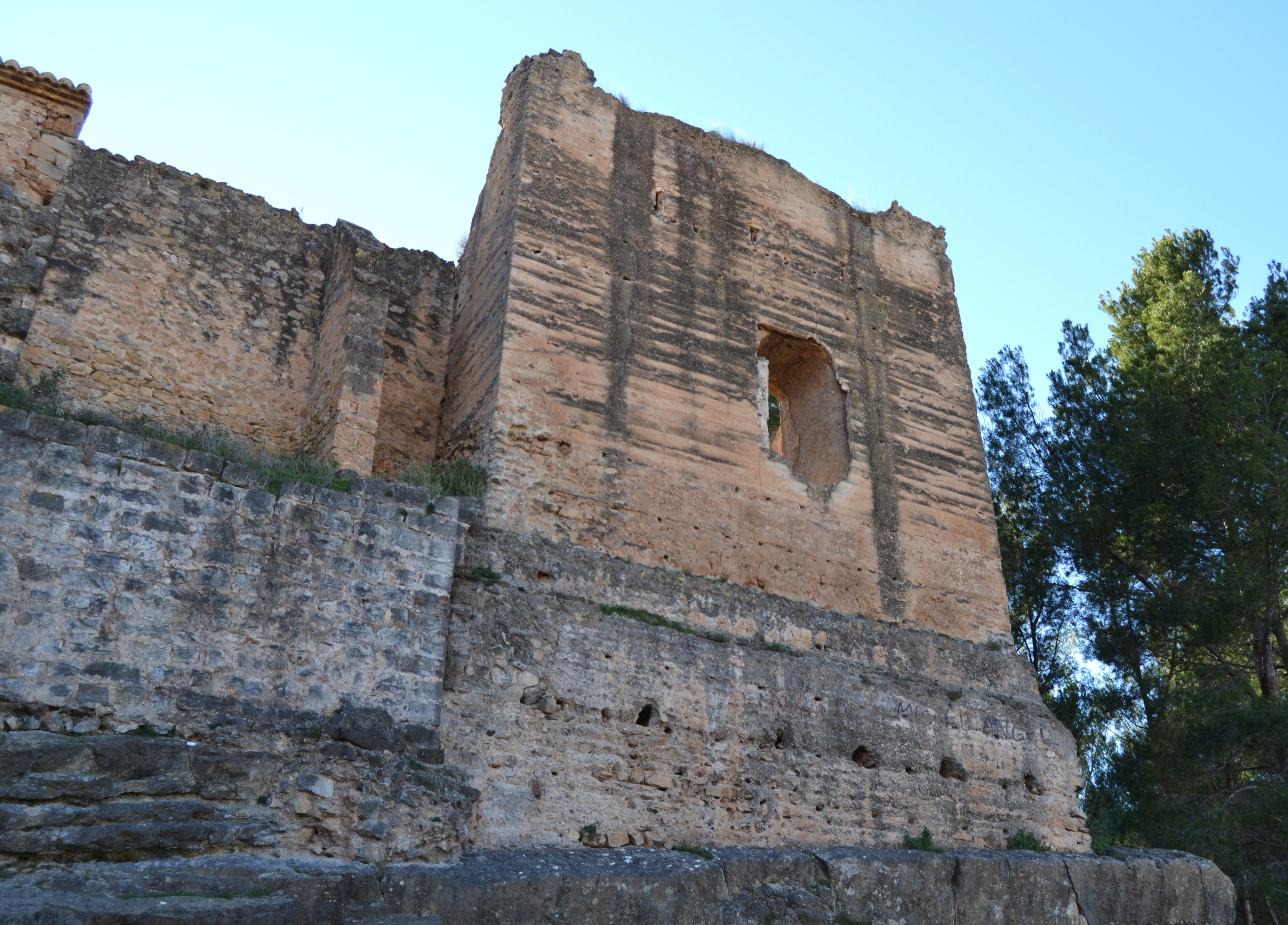
Torre al lado de la ermita.
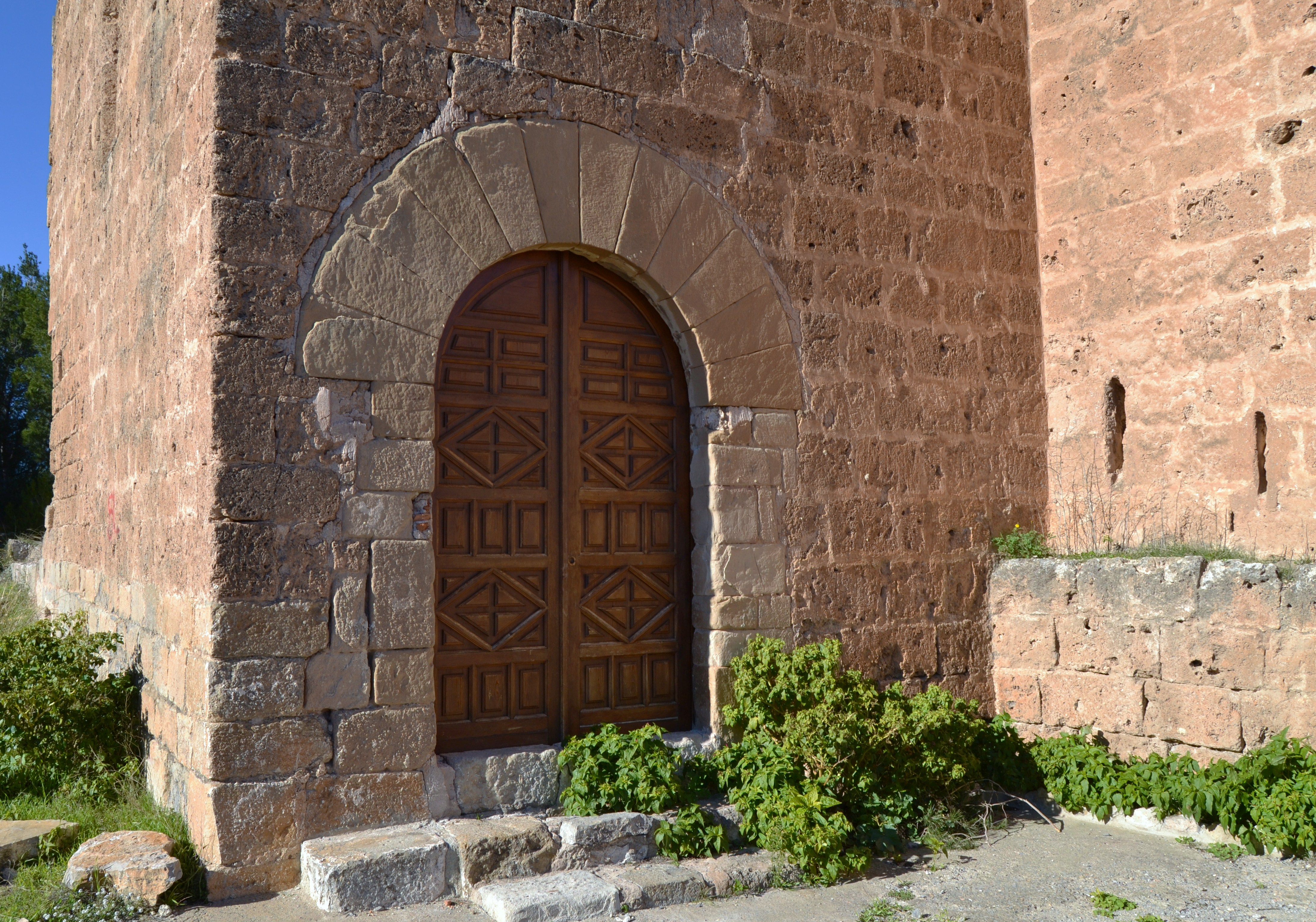
Puerta de acceso.
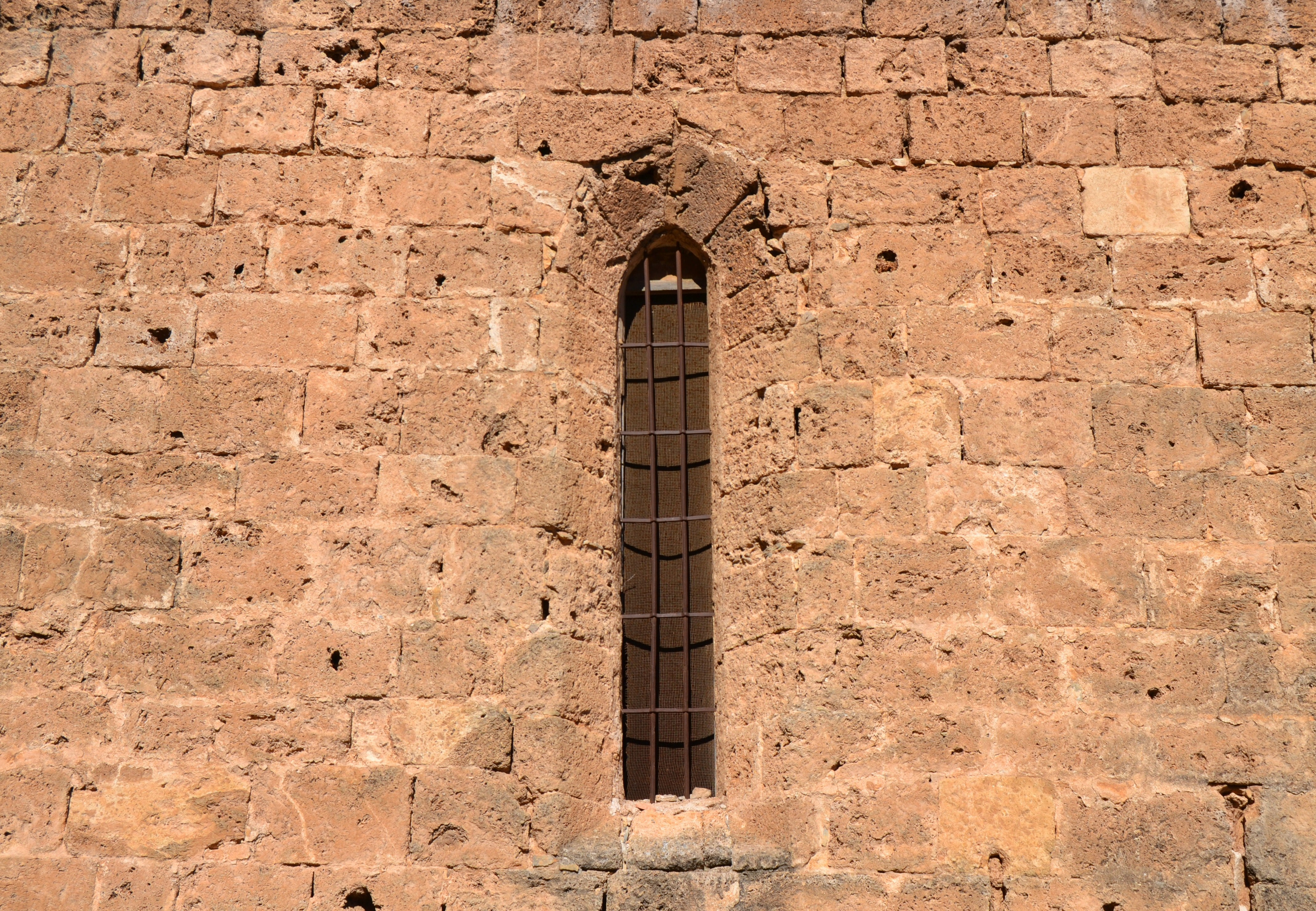
Detalle de la ventana gótica.

Se considera datada entre los siglos XII y XV. Es de estilo gótico de Reconquista.  Presenta arcos de ojiva, aunque una vez de abandona la obra se cubre el techo con madera a dos aguas para impedir su ruina. En 1384 se inician las obras de la nueva iglesia gótica, con ábside poligonal y crucero, que envolverá a la primitiva, y es encargada a los maestros canteros Pascual Julve y Pedro Bonarés. Ha sufrido diversas intervenciones a lo largo de su historia. Presenta planta irregular ya que ha sufrido anexiones posteriores a su construcción, cosa que hace que el altar mayor se encuentre ubicado actualmente en un acceso lateral a la nave. La importancia de esta ermita se debe a que en ella se puede observar del arte árabe al gótico.
A unos 17 metros de distancia de la primera muralla se elevaba el segundo recinto amurallado de la villa de Jérica, el cual se adaptaba al terreno y presentaba un torreón de planta rectangular con puerta de acceso como entrada a él. Además en este segundo recinto amurallado había también un aljibe excavado en el terreno para poder disponer de agua con comodidad.
Por último se aprecia la existencia de un tercer recinto del castillo, más amplio, fortificado con doble línea de muralla, la primera con restos de seis torreones circulares, pudiéndose con una puerta de acceso que estaba flanqueada por dos torreones.